# Форно-Канавезе
Форно-Канавезе (итал. Forno Canavese) — коммуна в Италии, располагается в регионе Пьемонт, в провинции Турин.
Население составляет 3771 человек (2008 г.), плотность населения составляет 225 чел./км². Занимает площадь 17 км². Почтовый индекс — 10084. Телефонный код — 0124.
В коммуне 15 августа особо празднуется Успение Пресвятой Богородицы.

## Демография
Динамика населения:

## Администрация коммуны
- Официальный сайт: https://web.archive.org/web/20090824082817/http://www.comunefornocanavese.to.it/